# RX Весов
RX Весов (лат. RX Librae) — одиночная переменная звезда в созвездии Весов на расстоянии (вычисленном из значения параллакса) приблизительно 20309 световых лет (около 6227 парсеков) от Солнца. Видимая звёздная величина звезды — от +12,78m до +11,65m.

## Характеристики
RX Весов — жёлто-белая пульсирующая переменная звезда типа W Девы (CWA) спектрального класса F9eV.